# Ольгинський сільський округ (Успенський район)
О́льгинський сільський округ (каз. Ольгинка ауылдық округі, рос. Ольгинский сельский округ) — адміністративна одиниця у складі Успенського району Павлодарської області Казахстану. Адміністративний центр — село Кизилагаш.
Населення — 681 особа (2021; 798 у 2009, 2276 у 1999, 3520 у 1989).
Станом на 1989 рік існували Ольгинська сільська рада (села Борисовка, Наташино, Ольгино, Ольховка), Тимірязєвська сільська рада (село Тимірязєво), село Білоусовка перебувало у складі Успенської сільської ради. Село Наташино було ліквідовано 2000 року, село Борисовка — 2002 року. Сільський округ був утворений 2013 року і до нього увійшли ліквідовані Ольгинський сільський округ (села Ольгино, Ольховка) та Тимірязєвський сільський округ (село Тимірязєво), село Білоусовка було передане зі складу Успенського сільського округу. 2018 року був ліквідований Білоусовський сільський округ і утворено Ольгинський, при цьому село Білоусовка було передано до складу Успенського сільського округу.

## Склад
До складу округу входять такі населені пункти:
| Населений пункт  | Старі назви | Населення, осіб (1989) | Населення, осіб (1999) | Населення, осіб (2009) | Населення, осіб (2021) |
| ---------------- | ----------- | ---------------------- | ---------------------- | ---------------------- | ---------------------- |
| Борисовка, село  | -           | 371                    | 255                    | -                      | -                      |
| Кизилагаш, село  | Ольгино     | 1405                   | 1047                   | 335                    | 332                    |
| Наташино, село   | -           | 129                    | 73                     | -                      | -                      |
| Ольховка, село   | -           | 232                    | 184                    | 99                     | 78                     |
| Тимірязєво, село | -           | 1383                   | 715                    | 364                    | 271                    |